# Прапор Солі
Прапор Со́лі — затверджений 5 грудня 2010 p. рішенням II сесії Солянської сільської ради VI скликання прапор села Сіль Великоберезнянського району Закарпатської області.

## Опис
Квадратне полотнище складається з трьох вертикальних смуг — зеленої, білої та синьої. Співвідношення їх ширин — 2:1:2. На зеленій смузі від древка жовта церква з білим верхом, на синій смузі три білі кубики солі один над одним.
Автор — В.Сватула.
Комп'ютерна графіка — О.Маскевич.